# Partium

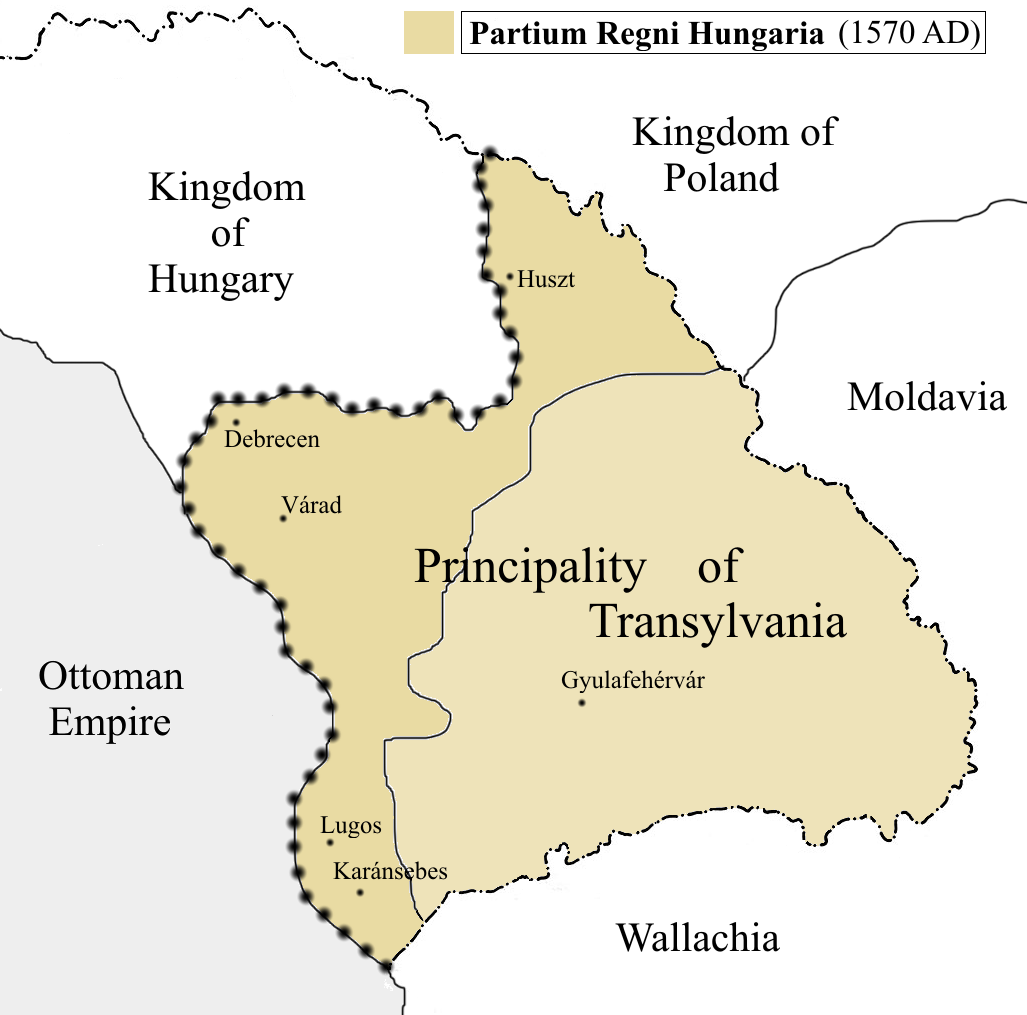
Partium (culoare mai închisă), inclus în Principatul Transilvaniei, la 1570.

Partium (din latină Partium regni Hungariae, în traducere „părțile regatului Ungariei”) se referă la teritoriul din afara Transilvaniei propriu-zise, recunoscut în 1541 de sultanul Soliman Magnificul ca aparținând principelui Ioan Zapolya, pretendent al coroanei regale a Ungariei împotriva împăratului Ferdinand.
În anul 1570, prin Tratatul de la Speyer, fiul lui Ioan Zapolya, Ioan Sigismund Zápolya, a renunțat la pretențiile sale regale și s-a numit în continuare Transilvaniae et partium regni Hungariae princeps, adică „principe al Transilvaniei și al părții din Regatul Ungariei” care i-a fost recunoscută deopotrivă de sultan și de împăratul Habsburg.
Partium era constituit inițial din comitatele Maramureș, Solnocul Interior, Crasna, Bihor, Țara Chioarului, Banatul de Severin și Zarandul de est. Aceste teritorii erau conduse de Principatul Transilvaniei, dar nu aparțineau oficial acestuia. Astăzi, denumirea de Partium se referă la teritorii din actualele județe Arad, Bihor, Caraș-Severin, Maramureș, Satu Mare, Sălaj și Timiș din România; din județul Hajdu-Bihar din Ungaria; și din regiunea Transcarpatia din Ucraina.
Întinderea regiunii Partium a fluctuat în timp și a fost ocupată în mare parte de Imperiul Otoman în 1660, dar a revenit la Transilvania la sfârșitul secolului. În secolul XVIII, zona a scăzut în dimensiuni la Comitatul Solnocul Interior, Comitatul Crasna, regiunea Chioar și o porțiune din Zărand. Prin cucerirea Regatului Ungariei de către Imperiul Habsburgic în 1699, teritoriul Partium a fost reincorporat în Regatul Ungariei în timp ce Principatul Transilvaniei, devenit Marele Principat al Transilvaniei, era din nou redus la întinderea sa dinainte de 1541. Prin împărțirea Imperiului Habsburgic în Austro-Ungaria în 1867, Principatul Transilvaniei dispare, fiind la rândul său incorporat în Regatul Ungariei.
Prin prăbușirea și dizolvarea Imperiului Austro-Ungar la sfârșitul Primului Război Mondial, regiunea Partium a fost împărțită între Regatul României, Cehoslovacia și Ungaria, împărțire oficializată prin Tratatul de la Trianon din 1920.